# Општина Дечани
Општина Дечани је територијална јединица у Србији, која се налази на Косову и Метохији и припада Пећком управном округу. Седиште општине је градско насеље Дечани. Према попису из 2011. године на подручју општине било је 46.103 становника.

## Насељена места
Општина Дечани има површину 373 км2 и обухвата 40 насељена места:
| - Бабалоћ - Белаје - Белег - Вокша - Глођане - Горња Лука - Горњи Ратиш - Горњи Стреоц - Горњи Црнобрег - Грамочељ | - Дашиновац - Дечани - Доња Лука - Доњи Ратиш - Доњи Стреоц - Доњи Црнобрег - Дреновац - Дубовик - Дубрава - Ђоцај | - Истинић - Јасић - Јуник - Кодралија - Лоћане - Љубуша - Љумбарда - Мазник - Мали Врановац - Папић | - Папраћане - Побрђе - Пожар - Преколука - Прилеп - Раставица - Рзнић - Слуп - Хуљај - Шаптељ |

## Становништво
Према попису из 1981. године општина Дечани је већински насељена Албанцима. Након рата 1999. године већина Срба и Црногораца је напустила општину.
| Етнички састав према попису из 1961.‍ | Етнички састав према попису из 1961.‍ | Етнички састав према попису из 1961.‍ | Етнички састав према попису из 1961.‍ | Етнички састав према попису из 1961.‍ |
| ------------------------------------ | ------------------------------------ | ------------------------------------ | ------------------------------------ | ------------------------------------ |
|                                      |                                      |                                      |                                      |                                      |
| Албанци                              | Албанци                              |                                      | 22.443                               | 87,8%                                |
| Црногорци                            | Црногорци                            |                                      | 2.534                                | 9,9%                                 |
| Срби                                 | Срби                                 |                                      | 413                                  | 1,6%                                 |
| Укупно: 25.552                       |                                      |                                      |                                      |                                      |

| Етнички састав према попису из 1981.‍ | Етнички састав према попису из 1981.‍ | Етнички састав према попису из 1981.‍ | Етнички састав према попису из 1981.‍ | Етнички састав према попису из 1981.‍ |
| ------------------------------------ | ------------------------------------ | ------------------------------------ | ------------------------------------ | ------------------------------------ |
|                                      |                                      |                                      |                                      |                                      |
| Албанци                              | Албанци                              |                                      | 39.179                               | 96,4%                                |
| Црногорци                            | Црногорци                            |                                      | 898                                  | 2,2%                                 |
| Срби                                 | Срби                                 |                                      | 234                                  | 0,6%                                 |
| Муслимани                            | Муслимани                            |                                      | 217                                  | 0,5%                                 |
| Укупно: 40.640                       |                                      |                                      |                                      |                                      |

| Етнички састав према попису из 2011.‍ | Етнички састав према попису из 2011.‍ | Етнички састав према попису из 2011.‍ | Етнички састав према попису из 2011.‍ | Етнички састав према попису из 2011.‍ |
| ------------------------------------ | ------------------------------------ | ------------------------------------ | ------------------------------------ | ------------------------------------ |
|                                      |                                      |                                      |                                      |                                      |
| Албанци                              | Албанци                              |                                      | 45.471                               | 98,6%                                |
| Египћани                             | Египћани                             |                                      | 393                                  | 0,8%                                 |
| Бошњаци                              | Бошњаци                              |                                      | 60                                   | 0,1%                                 |
| Укупно: 46.103                       |                                      |                                      |                                      |                                      |